# IC 2881
IC 2881 ist ein interagierendes Galaxienpaar im Sternbild Löwe an der Ekliptik. Es ist schätzungsweise 1212 Millionen Lichtjahre von der Milchstraße entfernt.
Das Objekt wurde am 27. März 1906 von Max Wolf entdeckt.